# Phan Văn Tài Em
Phan Văn Tài Em (* 23. April 1982 im Bezirk Châu Thành, Long An) ist ein ehemaliger vietnamesischer Fußballspieler, der zuletzt als Mittelfeldspieler für Đồng Tâm Long An spielte. Er war Mitglied der vietnamesischen Fußballnationalmannschaft und wurde 2005 mit dem Vietnamesischen Goldenen Ball ausgezeichnet.

## Werdegang
2002 entdeckt von Henrique Calisto, wurde er ein regelmäßiger Spieler der Nationalmannschaft. Văn Tài Em spielte für die U-23-Nationalmannschaft Vietnams bei den Südostasienspielen 2005 und den Südostasienspielen 2007. Zur Asienmeisterschaft 2007 wurde er für den Nationalkader nominiert.
Im Jahr 2008 führte Văn Tài Em zusammen mit Nguyễn Minh Phương die vietnamesische Fußballnationalmannschaft an, um die Südostasienmeisterschaft 2008 zu gewinnen.
Er verblieb den größten Teil seiner Karriere bei Đồng Tâm Long An, zog 2010 jedoch einen Wechsel zum Navibank Sài Gòn FC in Betracht.
Nach dem Ende der Nationalmannschaftskarriere von Nguyễn Minh Phương erhielt Phan Văn Tài Em vom neuen Trainer Falko Götz die Kapitänsbinde der vietnamesischen Fußballnationalmannschaft.
Im September 2016 gab Phan Văn Tài Em bekannt, dass er sich aus dem Fußball zurückzieht.

## Auszeichnungen

### Im Club
- Đồng Tâm Long An

- V.League 1

- Champions: 2005, 2006
- Zweite: 2003, 2007, 2008
- Dritte: 2004

- Vietnamesischer Supercup

- Champions: 2006
- Zweite: 2005

- Vietnamesischer Fußballpokal

- Champions: 2005
- Zweite: 2006

- V.League 2

- Champions: 2001, 2012

- Xuan Thanh Saigon Cement FC

- Vietnamesischer Fußballpokal

- Champions: 2011

- Navibank Sài Gòn FC

- Vietnamesischer Fußballpokal

- Champions: 2011

### International
- U-23 Vietnam

- Silber bei den Südostasienspielen: 2003, 2005

- Vietnamesische Fußballnationalmannschaft

- Fußball-Südostasienmeisterschaft Champions: 2008
- Fußball-Südostasienmeisterschaft Dritte: 2002

### Als Einzelperson
- Vietnamesischer Goldener Ball: 2005
- Bester junger Spieler der Vietnam Football Federation: 2004